# 남동구 을
인천 남동구 을은 대한민국의 국회의원 선거구이다. 인천광역시 남동구 일부를 관할한다. 현 지역구 국회의원은 더불어민주당의 이훈기이다.

## 역사
대한민국 제15대 국회의원 선거를 남동구의 인구가 상한선을 돌파하게 되면서 남동구 선거구가 갑, 을로 나뉘게 되었다. 신설 당시 남동구 을에는 간석3동, 만수동, 장수동, 서창동이 들어가고 나머지는 남동구 갑이 되었다. 
대한민국 제20대 국회의원 선거를 앞두고 남동구 갑에 속했던 구월2동과 간석2동이 새롭게 남동구 을 선거구로 편입되었다.

## 관할 구역
| 대수      | 관할 구역                                                                                                   |
| --------- | --- |
| 15대      | 남동구 간석3동, 만수1동, 만수2동, 만수3동, 만수4동, 만수5동, 만수6동, 장수동, 서창동                        |
| 16대~19대 | 남동구 간석3동, 만수1동, 만수2동, 만수3동, 만수4동, 만수5동, 만수6동, 장수서창동                            |
| 20대      | 남동구 구월2동, 간석2동, 간석3동, 만수1동, 만수2동, 만수3동, 만수4동, 만수5동, 만수6동, 장수서창동          |
| 21대~     | 남동구 구월2동, 간석2동, 간석3동, 만수1동, 만수2동, 만수3동, 만수4동, 만수5동, 만수6동, 장수서창동, 서창2동 |

## 역대 국회의원
| 선거   | 정당 | 정당         | 의원   |
| ------ | ---- | ------------ | ------ |
| 1996년 |      | 신한국당     | 이원복 |
| 2000년 |      | 새천년민주당 | 이호웅 |
| 2004년 |      | 열린우리당   | 이호웅 |
| 2006년 |      | 한나라당     | 이원복 |
| 2008년 |      | 한나라당     | 조전혁 |
| 2012년 |      | 민주통합당   | 윤관석 |
| 2016년 |      | 더불어민주당 | 윤관석 |
| 2020년 |      | 더불어민주당 | 윤관석 |
| 2024년 |      | 더불어민주당 | 이훈기 |

## 역대 선거 결과

### 대한민국 제15대 국회의원 선거
|  | 41.20% |

|  | 35.65% |

|  | 15.98% |

|  | 7.15% |

### 대한민국 제16대 국회의원 선거
|  | 43.31% |

|  | 39.66% |

|  | 17.02% |

### 대한민국 제17대 국회의원 선거
|  | 46.45% |

|  | 40.36% |

|  | 9.31% |

|  | 3.86% |

### 2006년 대한민국 재보궐선거
|  | 57.70% |

|  | 18.54% |

|  | 12.29% |

|  | 10.77% |

|  | 0.68% |

### 대한민국 제18대 국회의원 선거
|  | 30.64% |

|  | 26.79% |

|  | 14.71% |

|  | 11.67% |

|  | 9.82% |

|  | 5.17% |

|  | 1.17% |

### 대한민국 제19대 국회의원 선거
|  | 43.90% |

|  | 40.82% |

|  | 11.08% |

|  | 4.18% |

### 대한민국 제20대 국회의원 선거
|  | 55.49% |

|  | 41.82% |

|  | 2.67% |

### 대한민국 제21대 국회의원 선거
|  | 54.57% |

|  | 37.58% |

|  | 4.99% |

|  | 2.15% |

|  | 0.69% |

### 대한민국 제22대 국회의원 선거
|  | 54.48% |

|  | 45.51% |

## 같이 보기
- 남동구
- 인천광역시의 선거구